# Jerry Heidenreich
Jerôme Alan „Jerry” Heidenreich (ur. 4 lutego 1950 w Tulsie, zm. 18 kwietnia 2002 w Paris w Teksasie) – amerykański pływak. Czterokrotny medalista olimpijski z Monachium.
Specjalizował się w stylu dowolnym i motylkowym. Igrzyska w 1972 były jego jedyną olimpiadą. Sięgnął po złoto w dwóch sztafetach, indywidualnie był drugi na dystansie 100 m kraulem i trzeci na tym samym dystansie w stylu motylkowym. Był sześciokrotnym rekordzistą globu w sztafecie, mistrzem NCAA. W 1971 został trzykrotnym złotym medalistą igrzysk panamerykańskich (sztafety).
W 1992 został przyjęty do International Swimming Hall of Fame.
W 2001 doznał udaru i rok później popełnił samobójstwo.